# Moritz (Saksen-Anhalt)
Moritz is een plaats en voormalige gemeente in de Duitse deelstaat Saksen-Anhalt, en maakt deel uit van de Landkreis Anhalt-Bitterfeld.
Moritz telt 343 inwoners.